# Beita (Shaoyang)
Beita (en chino, 北塔; pinyin, Běitǎ) es un distrito urbano bajo la administración directa de la Prefectura Shaoyang en la provincia de Hunan, República Popular China.  Su área es de 84 km² y su población total para 2010 superó los 100 mil  habitantes. 

## Administración
Desde junio  de 2022, el distrito Beita se divide en 5 pueblos administrados en 4 subdistritos y 1 villa.

## Toponimia
El topónimo Beita significa Pagoda (Ta) del norte (Bei), de ahí su nombre. Esta torre de 26 metros de alto tiene más de 400 años y es un sitio clave de protección de reliquias culturales a nivel nacional. Cuando el distrito fue establecido como una nueva división administrativa el 29 de agosto de 1997, fue nombrado en honor a esta icónica torre.